# Gustav Georg Embden
Gustav Georg Embden (10 de novembre de 1874, Hamburg - 25 de juliol de 1933, Nassau fou un químic alemany conegut per les seves investigacions del metabolisme.

## Biografia
Embden estudià a Friburg, Estrasburg, Mònaco, Baviera, Berlín i Zúric. El 1904 es convertí en el director del laboratori de química de la Krankenhäuser Städtische (hospitals de la ciutat), del districte de Sachsenhausen de Frankfurt. El 1914 el laboratori s'amplià creant-se l'Institut de Fisiologia Vegetativa de la Universitat de Frankfurt. De 1925 a 1926 fou rector de la Universitat de Frankfurt.

## Obra
Emnden dugué a terme estudis sobre el metabolisme dels glúcids i la contracció muscular, i fou el primer a descobrir i vincular tots els passos involucrats en la conversió de glucogen en àcid làctic. El 1918 Otto Fritz Meyerhof juntament amb Jakub Karol Parnas explicaren el metabolisme cel·lular, demostrant que es tractava de la ruptura de la glucosa en àcid làctic. Embden estudià els passos necessaris per a dur a terme aquest procés. Aquesta seqüència metabòlica cel·lular es coneix actualment com la via d'Embden-Meyerhof. També estudià els processos metabòlics del fetge, establint les bases per a la comprensió de la diabetis.